# Chrétien Waydelich
Chrétien André Waydelich, né le 28 novembre 1841 à Strasbourg et mort le 7 septembre 1917 dans le 14e arrondissement de Paris, est un joueur français de croquet. 
Il participe aux épreuves de croquet aux Jeux olympiques d'été de 1900 à Paris. Il remporte la médaille de bronze en simple, une balle et la médaille d'or en simple, deux balles.